# 裘万顷
裘万顷（？—1219年），字元量，号竹斋，江西新建（今江西南昌）人。南宋詩人。孝宗淳熙十四年（1178年）进士，光宗绍熙四年（1193年）授乐平簿，宁宗嘉定六年（1213年），召除吏部架阁。七年，迁大理寺司直，寻出为江西抚干，秩满退隐西山。十二年再入江西幕，未及一月卒于官所。为人正直，工于诗文，有《竹斋诗集》三卷。有人认为应该把他划入江西诗派，也有人认为他是江西人而能不传染江西派的习气。